# Sortosa elongatoides
Sortosa elongatoides là một loài Trichoptera thuộc họ Philopotamidae. Chúng phân bố ở vùng Tân nhiệt đới.